# Tonga na Letnich Igrzyskach Olimpijskich 2008
Reprezentacja Tonga na Letnich Igrzyskach Olimpijskich 2008 liczyła troje zawodników (1 kobieta i 2 mężczyzn). Tonga miało swoich przedstawicieli w 2 spośród 35 rozgrywanych dyscyplin. Zawodnicy z tego kraju nie zdobyli żadnego medalu. Chorążym reprezentacji była lekkoatletka ʻAna Poʻuhila. Najmłodszym reprezentantem tego państwa na Letnich Igrzyskach Olimpijskich 2008 był 21-letni lekkoatleta Aisea Tohi, a najstarszym przedstawicielem tego kraju był 40-letni sztangista Maamaloa Lolohea. Dwoje zawodników debiutowało na igrzyskach.
Był to siódmy start tej reprezentacji na igrzyskach olimpijskich. Najlepszym wynikiem, jaki osiągnęli reprezentanci Tonga na Letnich Igrzyskach Olimpijskich 2008, była 13. pozycja, jaką Lolohea zajął w rywalizacji sztangistów w kategorii wagowej +105 kilogramów.

## Tło startu
Narodowy Komitet Olimpijski Tonga powstał w 1963 roku, jednak został zatwierdzony przez MKOL dopiero w 1984 roku. Od tego czasu Komitet Olimpijski tegoż kraju zgłasza reprezentacje Tonga do udziału w najważniejszych imprezach międzynarodowych takich jak igrzyska Pacyfiku, czy igrzyska olimpijskie.
Tonga na letnich igrzyskach olimpijskich zadebiutowała w 1984 roku. Jej reprezentanci do czasu startu w igrzyskach w Pekinie zdobyli jeden srebrny medal.

## Statystyki według dyscyplin
Spośród trzydziestu pięciu dyscyplin sportowych, które Międzynarodowy Komitet Olimpijski włączył do kalendarza igrzysk, reprezentacja Tonga wzięła udział w dwóch. W lekkoatletyce Narodowy Komitet Olimpijski Tonga wystawił dwoje zawodników, zaś w podnoszeniu ciężarów Narodowy Komitet Olimpijski Tonga wystawił jednego zawodnika.
| Lp.     | Sport                | Mężczyźni | Kobiety | Łącznie |
| ------- | -------------------- | --------- | ------- | ------- |
| 1.      | Lekkoatletyka        | 1         | 1       | 2       |
| 2.      | Podnoszenie ciężarów | 1         | 0       | 1       |
| Łącznie | Łącznie              | 2         | 1       | 3       |

## Reprezentanci

### Lekkoatletyka
- pchnięcie kulą kobiet: ʻAna Poʻuhila – 27. miejsce
- bieg na 100 m mężczyzn: Aisea Tohi – odpadł w eliminacjach (71. czas)

### Podnoszenie ciężarów
- kategoria  +105 kg mężczyzn: Maamaloa Lolohea – 13. miejsce